# Marcus Worsley
William Marcus John Worsley (6 avril 1925 - 18 décembre 2012) est un homme politique du Parti conservateur britannique. Il est député entre 1959 et 1974, haut shérif et lord-lieutenant du Yorkshire du Nord.

## Biographie
Worsley est né dans la maison familiale de Hovingham Hall, près de Malton, Yorkshire du Nord, le fils aîné du colonel Sir William Worsley (en), 4e baronnet et Joyce Morgan Brunner. Il est le frère aîné de Katharine, duchesse de Kent. Il fait ses études au collège d'Eton. Après le service militaire dans les Green Howards, qui comprend un détachement à la Royal West African Frontier Force , il obtient son diplôme de MA de New College, Oxford en 1949 ,.
Worsley est conseiller au conseil du district rural de Malton à partir de 1955, et vice-président en 1965.
Il échoue à se présenter aux élections de 1955 pour la circonscription marginale de Keighley dans le Yorkshire de l'Ouest. Cependant, à l'élection 1959, il bat le député travailliste Charles Hobson, avec une majorité de seulement 170 voix. Aux élections générales de 1964, il perd son siège de Keighley au profit de John Binns du Labour, mais pour l'élection de 1966, il est choisi comme candidat pour le siège conservateur sûr de Chelsea dans l'ouest de Londres. Il occupe ce siège jusqu'aux élections générales d'octobre 1974 . Il est le Second Church Estates Commissioner, le lien de l'Église d'Angleterre avec la Chambre des communes, de 1970 à 1974 .
En 1973, quand il hérite du titre et du domaine, il retourne dans Hovingham Hall et gère le domaine. En 1982, il est nommé haut shérif du Yorkshire du Nord.
En 1978, il est nommé lieutenant adjoint pour le Yorkshire du Nord, et lord-lieutenant de 1987 à 1999 et haut shérif de 1982 à 1983 . Il est nommé chevalier de la justice de l'ordre de Saint-Jean en 1987.
Worsley est mort le 18 décembre 2012 à Hovingham Hall , et est enterré dans le cimetière de Hovingham . Son fils aîné William lui succède.

## Mariage et enfants
En 1955, il épouse Bridget Assheton (née le 20 août 1926, décédée le 22 mai 2004), la fille de Ralph Assheton, 1er baron Clitheroe et l'honorable Sylvia Benita Frances Hotham . Ils ont quatre enfants ensemble,:
- William Ralph Worsley (en), 6e baronnet (né le 12 septembre 1956)
- Sarah Marianne Worsley (née le 25 juin 1958)
- Giles Worsley (en) (22 mars 1961 - 17 janvier 2006)
- Peter Marcus Worsley (né le 15 septembre 1963)